# Paulista
För andra betydelser, se Paulista (olika betydelser).
Paulista är en stad i nordöstra Brasilien och ligger i delstaten Pernambuco. Den är belägen strax norr om Recife och ingår i dess storstadsområde. Paulista hade cirka 340 000 invånare år 2014 och är en av de allra östligast belägna städerna på det sydamerikanska fastlandet. Staden är indelad i 24 stadsdelar, bairros, varav två bär de svenskklingande namnen Arthur Lundgren I och Arthur Lundgren II.

## Befolkningsutveckling
| Område   | Areal (km²) | Invånarantal 1 augusti 2000 | Invånarantal 1 augusti 2010 | Invånarantal 1 juli 2014 |
| -------- | ----------- | --------------------------- | --------------------------- | ------------------------ |
| Paulista | 97,31       | 293 237                     | 324 077                     | 338 124                  |